# Utricularia benthamii
Utricularia benthamii — вид рослин із родини пухирникових (Lentibulariaceae).

## Біоморфологічна характеристика
Однорічник. Водна трав'яниста рослина, 0.1–0.25 м заввишки, квітконіжка прямовисна, часточок чашечки 2; нижня губа віночка напівкругла, верхівка 3-лопатева, верхня губа жовта. Квітки жовті й пурпурні/фіолетові. Період цвітіння: жовтень — листопад.

## Середовище проживання
Ендемік південно-західної Австралії (Західна Австралія), де трапляється в ряді місць на захід від лінії від Банбері до Олбані та в національному парку Кейп-Ле-Гранд.
Цей вид росте на піщаних сезонно затоплених осокових болотах під Мелалевкою та Евкліптусом; на висотах від 0 до 300 метрів.